# Gottlob Fauth
Gottlob Fauth (* 25. Oktober 1880 in Pfaffenhofen, Neckarkreis; † 2. Dezember 1938 in Mallnow) war ein deutscher Schmied und Bremer Politiker (SPD).

## Biografie
Fauth war der Sohn eines selbstständigen Müllers. Er besuchte die Volksschule, erlernte den Beruf eines Schmieds und war danach als Feilenhauer tätig. 1919 wurde er Angestellter des Metallarbeiterverbandes in Bremen
Politik
Fauth wurde Mitglied der SPD und der Gewerkschaft. 1914 wurde ihm die Aufgabe eines SPD-Distriktsführers in Bremen übertragen.
Nach dem Ersten Weltkrieg war er 1919/1920 Mitglied in der verfassunggebenden Bremer Nationalversammlung und von 1920 bis 1924 Mitglied der Bremischen Bürgerschaft. Vom März 1919 bis 1933 war er Bezirksparteisekretär für den SPD-Bezirk Hamburg-Nordwest mit Sitz in Bremen.